# العلاقات الغواتيمالية الكورية الشمالية
العلاقات الغواتيمالية الكورية الشمالية هي العلاقات الثنائية التي تجمع بين غواتيمالا وكوريا الشمالية.

## مقارنة بين البلدين
هذه مقارنة عامة ومرجعية للدولتين:
| وجه المقارنة                                              | غواتيمالا       | كوريا الشمالية                        |
| --------------------------------------------------------- | --------------- | ------------------------------------- |
| المساحة (كم2)                                             | 108.89 ألف      | 120.54 ألف                            |
| عدد السكان (نسمة)                                         | 17.26 مليون     | 25.49 مليون                           |
| الكثافة السكانية (ن./كم²)                                 | 158.51          | 211.47                                |
| العاصمة                                                   | غواتيمالا       | بيونغيانغ                             |
| اللغة الرسمية                                             | اللغة الإسبانية | لغة كوريا الشمالية القياسية ‏          |
| العملة                                                    | كتزال غواتيمالي | وون كوري شمالي                        |
| الناتج المحلي الإجمالي (بليون دولار)                      | 75.62 مليار     |                                       |
| الناتج المحلي الإجمالي (تعادل القوة الشرائية) بليون دولار | 126.21 مليار    |                                       |
| الناتج المحلي الإجمالي الاسمي للفرد دولار أمريكي          | 3.90 ألف        |                                       |
| الناتج المحلي الإجمالي للفرد دولار أمريكي                 | 7.45 ألف        |                                       |
| مؤشر التنمية البشرية                                      | 0.627           |                                       |
| رمز المكالمات الدولي                                      | +502            | +850                                  |
| رمز الإنترنت                                              | .gt             | .kp                                   |
| المنطقة الزمنية                                           | 00              | ت ع م+08:30، ت ع م+08:30، ت ع م+09:00 |

## منظمات دولية مشتركة
يشترك البلدان في عضوية مجموعة من المنظمات الدولية، منها:
| علم المنظمة | اسم المنظمة                   | تاريخ انضمام غواتيمالا | تاريخ انضمام كوريا الشمالية |
| ----------- | ----------------------------- | ---------------------- | --------------------------- |
|             | يونسكو                        | 2 يناير 1950           | 18 أكتوبر 1974              |
|             | الاتحاد البريدي العالمي       | ?                      | ?                           |
|             | الاتحاد الدولي للاتصالات      | 10 يوليو 1914          | ?                           |
|             | الأمم المتحدة                 | 21 نوفمبر 1945         | 17 سبتمبر 1991              |
|             | المنظمة الهيدروغرافية الدولية | ?                      | ?                           |

## وصلات خارجية
- موقع وزارة الخارجية الغواتيمالية
- موقع وزارة الخارجية الكورية الشمالية